# Akuscha
Akuscha (russisch Акуша́, darginisch Ахъуша) ist ein Dorf (selo) in der Republik Dagestan in Russland mit 4697 Einwohnern (Stand 14. Oktober 2010).

## Geographie
Der Ort liegt etwa 80 km Luftlinie südsüdwestlich der Republikhauptstadt Machatschkala im östlichen Teil des Großen Kaukasus am gleichnamigen Fluss Akuscha im Flusssystem des Sulak.
Akuscha ist Verwaltungszentrum des Akuschinski rajon sowie Sitz der Landgemeinde (selskoje posselenije) Akuschinski selsowet, zu der außerdem die in nahem Umkreis gelegenen elf Dörfer Ainikabmachi, Bergeinsi, Insimachi, Gandaramachi, Gumramachi, Karscha, Kertukmachi, Semgamachi, Tschankalamachi, Urgubamachi und Zerchimachi gehören. Der Ort ist nahezu ausschließlich von Darginern bewohnt.

## Geschichte
Der Ort wurde bereits in mittelalterlichen Chroniken erwähnt und entwickelte sich bis spätestens im 17. Jahrhundert zu einem lokal bedeutsamen Aul. Aus dem um Akuscha gesprochenen Dialekt des Darginischen entwickelte sich später die darginische Schriftsprache. Während des Kaukasuskrieges wurde das Gebiet an das Russische Reich angeschlossen, nachdem Akuscha am 21. Dezember 1819 von Truppen unter General Alexei Jermolow eingenommen worden war.
In der zweiten Hälfte des 19. Jahrhunderts war es Sitz einer der fünf administrativen Abschnitte des Darginischen Okrugs (Darginski okrug, mit Sitz in Lewaschi) der 1860 geschaffenen Oblast Dagestan. Seit 1. September 1934 ist Akuscha Verwaltungssitz eines nach ihm benannten Rajons.

### Bevölkerungsentwicklung
| Jahr | Einwohner |
| ---- | --------- |
| 1897 | 2180      |
| 1939 | 3163      |
| 1959 | 3129      |
| 1970 | 4099      |
| 1979 | 3713      |
| 1989 | 3675      |
| 2002 | 4493      |
| 2010 | 4697      |

Anmerkung: Volkszählungsdaten

## Verkehr
Durch Akuscha verläuft die Regionalstraße 82K-013, die knapp 70 km Luftlinie ostsüdöstlich (per Straße etwa 120 km) bei der Siedlung Mamedkala von der föderalen Fernstraße R217 Kawkas (Teil der Europastraße 119) abzweigt und über die Rajonzentren Madschalis und Urkarach kommend weiter nach Lewaschi führt. Von Lewaschi besteht über Sergokala wiederum Anschluss an die R217 südlich von Isberbasch sowie nach Norden per 82K-005 über Buinaksk nach Machatschkala. In Mamedkala und Isberbasch befinden sich auch die nächstgelegenen Bahnstationen an der Strecke Rostow am Don – Machatschkala – Baku.
Von Akuscha nach Westen (flussabwärts) verläuft die 82K-30 zur 17 km entfernt vorbeiführenden 82K-009 bei Zudachar, die die Rajonzentren Gergebil, Kumuch, Watschi, Tpig, Chiw und Kassumkent verbindet.